# Guusje Steenhuis
Guusje Steenhuis (Rotterdam-Hoogvliet, 27 oktober 1992) is een Nederlandse judoka.

## Carrière
Bij haar internationale debuut, op de Europese kampioenschappen 2014 in Montpellier, eindigde Steenhuis als vijfde in de klasse tot 78 kilogram. Tijdens de Europese Spelen 2015 in Bakoe veroverde zij de bronzen medaille in de klasse tot 78 kilogram. Op de Europese kampioenschappen 2016 in Kazan sleepte ze de zilveren medaille in de wacht in de klasse tot 78 kilogram. 
In Warschau nam Steenhuis deel aan de Europese kampioenschappen 2017. Op dit toernooi behaalde ze de zilveren medaille in de klasse tot 78 kilogram. Tijdens de wereldkampioenschappen 2018 in Bakoe veroverde de Nederlandse de zilveren medaille in de klasse tot 78 kilogram.

## Resultaten
- 2014: 5e EK -78 kg
- 2015:  Europese Spelen -78 kg
- 2016:  EK -78 kg
- 2017:  EK -78 kg
- 2018:  WK -78 kg
- 2019:  EK -78 kg
- 2021:  EK -78 kg
- 2021:  WK -78 kg
- 2022:  EK -78 kg
- 2023:  WK -78 kg
- 2023:  WK - team